# ژان پل مندی
ژان پل مندی (فرانسوی: Jean-Paul Mendy‎؛ زادهٔ ۱۴ دسامبر ۱۹۷۳) بوکسور اهل فرانسه است.